# Gili Motang
Gili Motang és una petita illa de l'est d'Indonèsia. Format part de les illes Petites de la Sonda, que, juntament amb les illes Grans de la Sonda, situades a l'oest, formen les illes de la Sonda.
L'illa, d'origen volcànic, té una àrea d'aproximadament 30 km².
Gili Motang, la llar d'una petita població d'uns 100 dragons de Komodo, forma part del Parc nacional de Komodo. El 1991, com a part del parc nacional, Gili Motang fou nomenat Patrimoni de la Humanitat de la UNESCO.